# Řád svatého Jakuba od meče

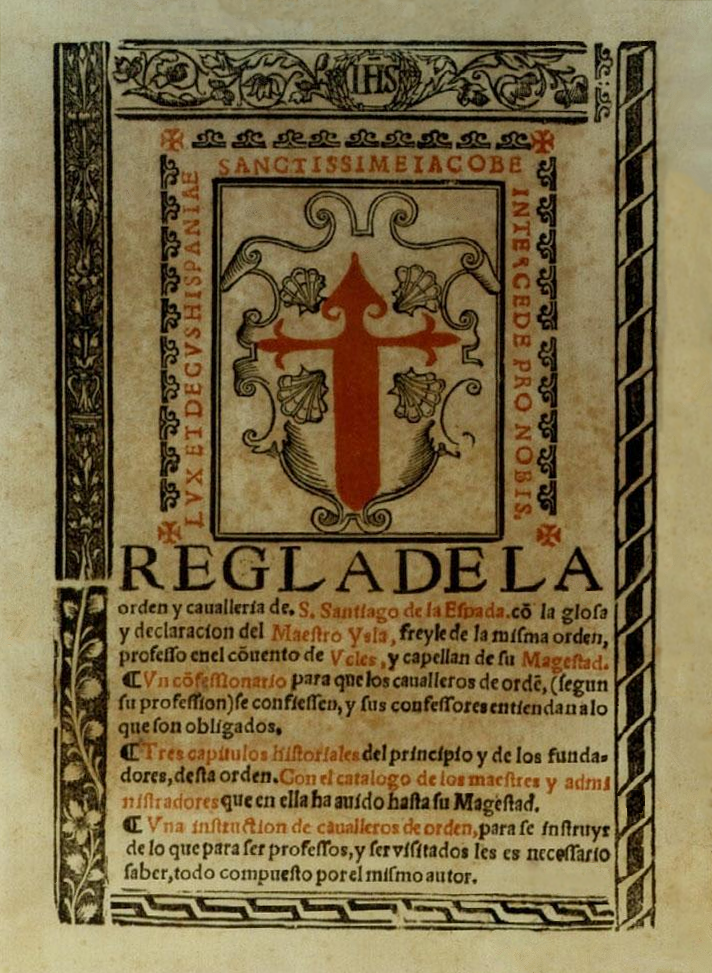
Regla de la orden y cavalleria de S. Santiago de la Espada / co(n) la glosa y declaracion del Maestro Ysla (1547).

Řád svatého Jakuba od meče (portugalsky Ordem Militar de Sant'Iago da Espada) je portugalský státní řád a vyznamenání, přičemž původně se jednalo o rytířský řád. Řád vznikl odštěpením od Řádu svatojakubských rytířů, kteří byli založeni roku 1170 ve španělském Leonu. Král Sancho I. Portugalský daroval svatojakubským rytířům roku 1186 města Palmela, Almada a Alcácer do Sal. Vzhledem k tomu, že se svatojakubští rytíři ocitli ve vlivu Kastilie, byl Sancho II. Portugalský nucen roku 1288 portugalskou větev řádu osamostatnit, což roku 1320 schválil papež Jan XXII.
V 16. století řád hrál hlavní roli v objevitelských expedicích a známí objevitelé, jako Vasco da Gama, Francisco de Almeida nebo Afonso de Albuquerque byli členy řádu. Roku 1551 papež Julius III. bulou Praeclara carissimi rozhodl, že velmistrovství řádu bude spojeno s portugalskou korunou.
Roku 1789 královna Marie I. Portugalská řád sekularizovala a roku 1834 řád přišel o své majetky a následně se stal záslužným řádem. Roku 1910, se vznikem Portugalské republiky, byly všechny řády zrušeny.
Již roku 1917 byl řád obnoven jako záslužný řád, s tím, že velmistrem je prezident republiky. Je udělován dodnes, za zásluhy v oblasti kultury, vědy a literatury. Má šest tříd:
- velká kolana
- velkokříž
- velkodůstojník
- komandér
- důstojník
- rytíř